# ОА-222
ОА-222 — советский автомат калибра 5,45×39 мм, разработанный Геннадием Никоновым. На его основе в дальнейшем был сконструирован АН-94.

## Описание
Приемник магазина находится с правой стороны ствольной коробки, что позволяет горизонтально заряжать магазины, совместимые с AK-74, в попытке упростить перезарядку.